# فيركني فودياني (زاكارباتسكا)
فيركني فودياني (Верхнэ Водяне) هي مدينة في مقاطعة زاكارباتسكا في أوكرانيا.
يبلغ عدد سكانها حوالي 5155   نسمة.